# Daniel Pacheco
Daniel Pacheco Lobato (sinh ngày 5 tháng 1 năm 1991 ở Málaga) là một cầu thủ bóng đá người Tây Ban Nha hiện chơi cho Getafe theo dạng cho mượn từ Real Betis. Anh đến từ FC Barcelona vào mùa hè 2007 rồi chơi cho đội dự bị Liverpool.

## Sự nghiệp thi đấu
Trước khi tới Liverpool, Pacheco được đánh giá là một trong những tài năng sáng giá ở lò đào tạo Barcelona. Nhờ kĩ năng ghi bàn từ mọi vị trí, anh được đặt biệt danh là "Kẻ huỷ diệt" (El Asesino).
Pacheco có lần ra mắt cho đội dự bị Liverpool vào ngày 5 tháng 2 năm 2008, gặp đội dự bị Bolton Wanderers. Anh ghi bàn đầu tiên của trận đấu. Vào tháng 4 năm 2008, Pacheco thực hiện đường chuyền từ khoảng cách 50m cho Krisztian Nemeth để anh ghi bàn đuy nhất trong trận gặp đội dự bị Blackburn Rovers, bảo vệ danh hiệu vô địch Premier League giải trẻ phía Bắc cho Liverpool. Vào ngày 7 tháng 5 năm 2008, Pacheco sau khi vào sân từ hiệp hai đã kiến tạp để Lucas Leiva ghi bàn thứ 3 và ấn định tỉ số trong trận gặp Aston Villa tại trận chung kết giải trẻ trên sân Anfield.
Anh có trận ra mắt cho đội một vào ngày 9 tháng 12 năm 2009 khi vào sân ở hiệp hai thay Alberto Aquilani trong trận gặp ACF Fiorentina ở cúp C1. Trận đấu đầu tiên anh chơi ở giải ngoại hạng là trong trận gặp Wolverhampton Wanderers khi vào sân thay Aquilani trong chiến thắng 2-0 trên sân nhà. Vào ngày 18 tháng 2 năm 2010, Pacheco vào sân ở phút 75 trong trận gặp Unirea Urziceni ở UEFA Europa League. 6 phút sau khi vào sân, anh đánh đầu kiến tạo để David N'Gog ghi bàn ấn định tỉ số 1-0 của trận đấu.

## Danh hiệu
- Đội trẻ Liverpool
  - Dallas Tournament: Winner 2008
  - Premier Reserve League Northern: Winner 2007–08
  - Premier Reserve League National Champions 2007–08